# Carles Gaig i Framis
Carles Gaig i Framis   (Barcelona, 1948) és un cuiner català.
Va iniciar-se com a cuiner el 1979. És el cap de cuina de l'establiment familiar de Can Gaig, fundat el 1869 al barri d'Horta de Barcelona del qual ell és la quarta generació que el porta, distingit amb una estrella Michelin des de 1993. També és cap de cuina del restaurant La Cúpula a Fuerteventura, amb una estrella Michelin i del restaurant Porta Gaig a la terminal T1 de l'Aeroport de Barcelona - el Prat. El 2008 va guanyar el Premi Nadal de la Gastronomia atorgat per la Fundació Institut Català de la Cuina, l'Associació de Cuiners i Reposters de Barcelona i la Fundació Viure el Mediterrani.
Carles Gaig va traslladar el seu restaurant des del barri d'Horta fins a l'Eixample de Barcelona, a l'Hotel Cram, sota el nom de Gaig. Posteriorment, va obrir el Restaurant Gaig, també a l'Eixample, on ha recuperat moltes receptes tradicionals de la cuina catalana.
L'estiu del 2012, Gaig s'ha afegit a un nou projecte que uneix turisme i gastronomia a la ciutat de Barcelona: el Gourmet Bus Arxivat 2015-04-15 a Wayback Machine.. Consisteix a visitar la ciutat en un autobús què, a més de voltar pels enclavaments més característics i monumentals de la capital catalana, ofereix la possibilitat de degustar un menú elaborat per l'ocasió per Carles Gaig.